# Aphanistes nugalis
Aphanistes nugalis là một loài tò vò trong họ Ichneumonidae.